# 羽茂本郷村
羽茂本郷村（はもちほんごうむら）は、かつて新潟県佐渡郡にあった村。

## 地理
- 島嶼：佐渡島

## 沿革
- 1889年（明治22年）4月1日 - 町村制施行に伴い羽茂郡羽茂本郷村、飯岡村、上山田村が合併し、羽茂本郷村が発足。
- 1896年（明治29年）4月1日 - 郡の統合により佐渡郡に所属[1]。
- 1901年（明治34年）11月1日 - 佐渡郡千手村、大橋村と合併し、羽茂村となり消滅。